# Llista de monuments de Petra
Llista de monuments de Petra catalogats pel consell insular de Mallorca com a Béns d'Interès Cultural en la categoria de monuments pel seu interès històric, artístic, arquitectònic, arqueològic, històric-industrial, etnològic, social, científic o tècnic.
| Monument                              | Tipus                | Localització                 | Coordenades                                          | Codi?         | Imatge |
| ------------------------------------- | -------------------- | ---------------------------- | ---------------------------------------------------- | ------------- | --- |
| Casa del Beat Juníper Serra           | Edif. residencials   | Petra Carrer Barracar Alt, 6 | 39° 36′ 41″ N, 3° 06′ 39″ E / 39.611431°N,3.110768°E | RI-51-0006947 | Casa del Beat Juníper Serra (Petra) · Vegeu més fotos d'aquest monument · Carregueu una nova foto d'aquest monument |
| Creu del cementiri                    | Creus de terme       | Petra                        | 39° 37′ 00″ N, 3° 07′ 14″ E / 39.616676°N,3.120674°E | RI-51-0010360 | Creu del cementiri (Petra) · Vegeu més fotos d'aquest monument · Carregueu una nova foto d'aquest monument          |
| Creu des Vall                         | Creus de terme       | Petra                        | 39° 36′ 50″ N, 3° 06′ 36″ E / 39.614016°N,3.110079°E | RI-51-0010361 | Creu des Vall (Petra) · Vegeu més fotos d'aquest monument · Carregueu una nova foto d'aquest monument               |
| Creu del Camí de Felanitx             | Creus de terme       | Petra                        | 39° 36′ 32″ N, 3° 06′ 43″ E / 39.608959°N,3.111993°E | RI-51-0010362 | Carregueu una nova foto d'aquest monument                                                                           |
| Conjunt històric de Petra             | Conjunt urbà         | Petra                        | 39° 36′ 48″ N, 3° 06′ 43″ E / 39.613321°N,3.111965°E | RI-53-0000065 | Conjunt històric de Petra · Vegeu més fotos d'aquest monument · Carregueu una nova foto d'aquest monument           |
| Es Bosc Vell. Es Camp Vell            | Monument arqueològic | Petra                        | 39° 40′ 44″ N, 3° 12′ 03″ E / 39.678949°N,3.200879°E | RI-51-0002523 | Carregueu una nova foto d'aquest monument                                                                           |
| Es Bosc Vell. Clovetó dels Ametllers  | Monument arqueològic | Petra                        | 39° 40′ 45″ N, 3° 12′ 13″ E / 39.679125°N,3.203561°E | RI-51-0002524 | Carregueu una nova foto d'aquest monument                                                                           |
| Ses Cabanasses. Sa Marina Gran        | Monument arqueològic | Petra                        | 39° 41′ 07″ N, 3° 12′ 59″ E / 39.685400°N,3.216419°E | RI-51-0002526 | Carregueu una nova foto d'aquest monument                                                                           |
| Ses Cabanasses. Sa Marina de Son Porc | Monument arqueològic | Petra                        | 39° 40′ 47″ N, 3° 12′ 54″ E / 39.679726°N,3.214874°E | RI-51-0002527 | Carregueu una nova foto d'aquest monument                                                                           |
| Es Cabanells Nous                     | Monument arqueològic | Petra                        | 39° 40′ 50″ N, 3° 14′ 38″ E / 39.680669°N,3.243796°E | RI-51-0002528 | Carregueu una nova foto d'aquest monument                                                                           |
| Ca n'Avellana                         | Monument arqueològic | Petra                        | 39° 39′ 55″ N, 3° 11′ 41″ E / 39.665165°N,3.194777°E | RI-51-0002531 | Carregueu una nova foto d'aquest monument                                                                           |
| Cova de ses Comunes                   | Monument arqueològic | Petra                        | 39° 38′ 40″ N, 3° 09′ 30″ E / 39.644406°N,3.158355°E | RI-51-0002534 | Carregueu una nova foto d'aquest monument                                                                           |
| Sa Font. Na Reus                      | Monument arqueològic | Petra                        | 39° 37′ 34″ N, 3° 05′ 54″ E / 39.626091°N,3.098423°E | RI-51-0002537 | Carregueu una nova foto d'aquest monument                                                                           |
| Son Cuixa Vell                        | Monument arqueològic | Petra                        | 39° 37′ 48″ N, 3° 08′ 06″ E / 39.630109°N,3.135018°E | RI-51-0002541 | Carregueu una nova foto d'aquest monument                                                                           |
| Es Castellots                         | Monument arqueològic | Petra                        | 39° 41′ 07″ N, 3° 12′ 16″ E / 39.685151°N,3.204512°E | RI-51-0002542 | Carregueu una nova foto d'aquest monument                                                                           |
| Son Frare                             | Monument arqueològic | Petra                        | 39° 37′ 28″ N, 3° 07′ 52″ E / 39.624528°N,3.131045°E | RI-51-0002543 | Carregueu una nova foto d'aquest monument                                                                           |
| Son Homar                             | Monument arqueològic | Petra                        | 39° 36′ 24″ N, 3° 05′ 55″ E / 39.606548°N,3.098628°E | RI-51-0002544 | Carregueu una nova foto d'aquest monument                                                                           |
| Can Revull. Cova de Son Maimó         | Monument arqueològic | Petra                        | 39° 36′ 53″ N, 3° 04′ 34″ E / 39.614755°N,3.076156°E | RI-51-0002546 | Carregueu una nova foto d'aquest monument                                                                           |
| Son Mieres                            | Monument arqueològic | Petra                        | 39° 37′ 27″ N, 3° 05′ 42″ E / 39.624292°N,3.095041°E | RI-51-0002547 | Carregueu una nova foto d'aquest monument                                                                           |
| Son Monserrat. Cova de s'Aigua        | Monument arqueològic | Petra                        | 39° 37′ 15″ N, 3° 08′ 42″ E / 39.620916°N,3.145019°E | RI-51-0002548 | Carregueu una nova foto d'aquest monument                                                                           |
| Son Roca. Cova des Voltor             | Monument arqueològic | Petra                        | 39° 37′ 08″ N, 3° 09′ 18″ E / 39.618912°N,3.154918°E | RI-51-0002554 | Carregueu una nova foto d'aquest monument                                                                           |
| Son Santandreu. Els Castellot         | Monument arqueològic | Petra                        | 39° 35′ 43″ N, 3° 06′ 49″ E / 39.595181°N,3.113520°E | RI-51-0002557 | Carregueu una nova foto d'aquest monument                                                                           |
| Son Xigala                            | Monument arqueològic | Petra                        | 39° 36′ 01″ N, 3° 08′ 00″ E / 39.600197°N,3.133212°E | RI-51-0002558 | Carregueu una nova foto d'aquest monument                                                                           |
| Termenor                              | Monument arqueològic | Petra                        | 39° 35′ 54″ N, 3° 08′ 02″ E / 39.598214°N,3.134024°E | RI-51-0002559 | Termenor (Petra) · Vegeu més fotos d'aquest monument · Carregueu una nova foto d'aquest monument                    |